# Maladie de Morquio
 Mise en garde médicale
La maladie de Morquio ou syndrome de Morquio, un type de mucopolysaccharidose parmi d'autres, le type IV, est une maladie lysosomale caractérisée par un déficit N-acétylgalactosamine-6-sulfatase (en), enzyme lysosomale avec absence dégradation du kératane-sulfate, qui dès lors s'accumule dans les tissus.  

## Description
L'atteinte ostéo-articulaire est au premier plan, et le syndrome de Morquio se présente avant tout comme une ostéodysplasie spondylo-épiphyso-métaphysaire. Son incidence est variable selon les pays :
- 1/76 000 en Irlande du Nord ;
- 1/300 000 en Colombie-Britannique au Canada ;
- 1/640 000 en Australie où elle est six fois moins fréquente que la mucopolysaccharidose de type I.

Le syndrome de Morquio ne représente donc qu’une faible proportion de l’ensemble des mucopolysaccharidoses dont l’incidence globale est de 1/29 000 en Australie. S'il n’existe aucun traitement spécifique du syndrome de Morquio de type A, une prise en charge orthopédique assez spécialisée est en règle indiquée (rachis, genoux, hanches, mains…).
La transplantation médullaire n’a pas ou peu d’effet sur l’atteinte osseuse et ici, n’est pas indiquée. Le modèle murin permettrait d'étudier l’efficacité d’éventuelles thérapeutiques.

## Métabolisme-Pathogénie-Génétique
Voir : Transmission autosomique récessive.

### Présentation clinique
« Bébé normal » : les premiers signes cliniques apparaissent en général dans la 1re année avant l’acquisition de la marche, au fur et à mesure de la « thésaurismose » des  glycosaminoglycanes. De fait, la vitesse de croissance étudiée chez 364 sujets atteints de Morquio A se trouve réduite dès la fin de la première année.
Non rares sont les observations d'enfants qui présentent, à la suite d'une chute sur le crâne en apparence banale, une  tétraparésie ou même une tétraplégie par luxation traumatique sans instabilité avérée. Le diagnostic est souvent porté plus tardivement (entre 3 et 15 ans).
Les signes du syndrome de Morquio sont les suivants :
- infléchissement de la croissance staturale avec nanisme à tronc court ;
- laxité ligamentaire constitutionnelle ;
- genu valgum.

Les traits du visage ne sont pas marquants. Ce sont donc les signes « osseux » ou « orthopédiques » qui attirent, les premiers, l’attention :
- troubles de la marche, non univoques ;
- genu valgum ;
- cyphose thoracique et protrusion sternale (pectus carinatum) importante et caractéristique.

Gros foie et grosse rate ne seraient pas signes évocateurs de syndrome de Morquio. Le développement psycho-intellectuel est normal. La maladie de Morquio de type A se traduit par une ostéodysplasie spondylo-épiphyso-métaphysaire.

### Formes étiologiques et clinique
Il existe plusieurs causes au syndrome de Morquio :
- Morquio A, formes sévères à formes modérées ;
- Morquio B.L’expression clinique de la maladie est très variable d’un patient à l’autre.

S'il est habituel de distinguer forme sévère classique et formes modérées, le continuum est bien là, entre ces deux extrêmes :
- les formes sévères représentent la majorité des mucopolysaccharidoses IV ;
- les formes modérées se distinguent de la forme classique par une atteinte osseuse moins importante :
- la taille définitive peut atteindre 135 à 155 cm,
- les déformations osseuses du sternum et des membres sont plus discrètes et les manifestations extra-squelettiques sont souvent absentes ou plus tardives,
- l’insertion socioprofessionnelle est en général meilleure.

Cette forme de maladie de Morquio de type A doit être distinguée du type B (déficit en bêta-D-galactosidase) dont la symptomatologie est comparable aux formes modérées de Morquio A.

## Traitement

### Prise en charge orthopédique
Le traitement est essentiellement symptomatique. Il repose en particulier sur une prise en charge orthopédique assez spécialisée. 
La prise en charge de l'instabilité atloïdoaxoïdienne est souvent indiquée : en dépit du risque opératoire, l'arthrodèse ou « fusion » atloïdo-axoïdienne est l'opération conseillée (Chirurgie de malformations de la colonne vertébrale).
La gêne à la marche est (trop) volontiers mise sur le compte du genu valgum. Le chirurgien, prudent, doit s'assurer que la  colonne vertébrale (et plus particulièrement le craniocervicum ) n'est pas aussi en cause dans ces troubles de la marche.
En cas d’intervention, le risque anesthésique n'est pas exclusivement lié à une possible instabilité cervicale (risques à l’intubation). En effet :
- les voies aériennes (trachéomalacie) et la cage thoracique sont « malformées »[2] ;
- la ventilation mécanique (assistée) est rendue aléatoire par obstruction des voies aériennes et/ou compliance faible d'une paroi thoracique raide ;
- un collapsus complet de la trachée est possible et ce d'autant qu'il y a attitude en flexion de la tête et paraplégie (post-fusion cervicale).

L'espérance de vie est, sinon, habituellement normale.

### Traitement médicamenteux
La Food and Drug Administration a approuvé le 14 février 2014 le premier traitement pour la mucopolysaccharidose de type IVA, un traitement enzymatique de substitution, l'élosulfase alfa (Vimizim). Le même traitement a été appouvé en France le 1er octobre 2014.